# Democratic Party of Lesotho
Das Democratic Party of Lesotho (DPL; deutsch etwa: „Demokratische Partei Lesothos“) ist eine Partei in Lesotho. Sie wurde 2016 als Abspaltung der Basotho National Party (BNP) gegründet und ist seit den Wahlen im Juni 2017 in der National Assembly mit einem Abgeordneten vertreten.

## Geschichte
Die DPL wurde im Mai 2016 von Limpho Justice Tau gegründet, der zuvor für die BNP Chairperson im Wahlkreis Teyateyaneng war. Laut Tau hatte die BNP den Bezug zur Basis verloren. Bei den vorzeitig angesetzten Wahlen im Juni 2017 gewann die DPL mit 0,48 % der Stimmen über das Verhältniswahlrecht einen Sitz, den Tau einnahm.

## Struktur und Programm
An der Spitze steht der Parteivorsitzende, Limpho Justice Tau. Ziel ist eine verbesserte wirtschaftliche Entwicklung, verbunden mit demokratischen Strukturen.

## Darstellung
Die Parteifarbe ist pink. Die Fahne der Partei ist pink mit zwei diagonal verlaufenden Streifen in Dunkelblau und Grün. Links oben befindet sich ein Emblem aus zwei sich kreuzenden Schlüsseln. Bei den Gründungsversammlungen in den Distrikten trugen Parteimitglieder und Unterstützer pinke T-Shirts mit Emblem.